# چستر (تگزاس)
چستر، تگزاس(به انگلیسی: Chester, Texas) شهری در ایالت تگزاس از ایالات جنوبی ایالات متحده آمریکا است. در سرشماری سال ۲۰۰۰، جمعیت این شهر ۲۶۵ نفر اعلام شد.